# Moineau doré
Passer luteus
Espèce
Statut de conservation UICN

 LC  : Préoccupation mineure
Le Moineau doré (Passer luteus) est une espèce d'oiseaux appartenant à la famille des Passeridae.

## Description
Le mâle adulte présente un manteau marron contrastant avec la tête, le cou et les parties inférieures sont jaune canari. Son bec est noir
en période de nidification et corne en période internuptiale.
La femelle adulte et le juvénile ressemblent à un petit Moineau domestique femelle avec toutefois les parties supérieures très peu striées et une légère teinte jaune pâle sur la face et la poitrine.
Le juvénile est un peu plus blanc que la femelle et moins lavé de jaunâtre dessous.

## Écologie et comportement

### Alimentation
Cette espèce se nourrit au sol au pied des buissons.

### Reproduction
Cet oiseau se reproduit en colonies dans de petits arbres.

### Comportement
Sociable, le Moineau doré constitue de grandes bandes erratiques en période internuptiale.
Sa voix est peu connue. Cet oiseau émet un pépiement de type moineau qui devient plus gazouillant en vol.

## Répartition et habitat

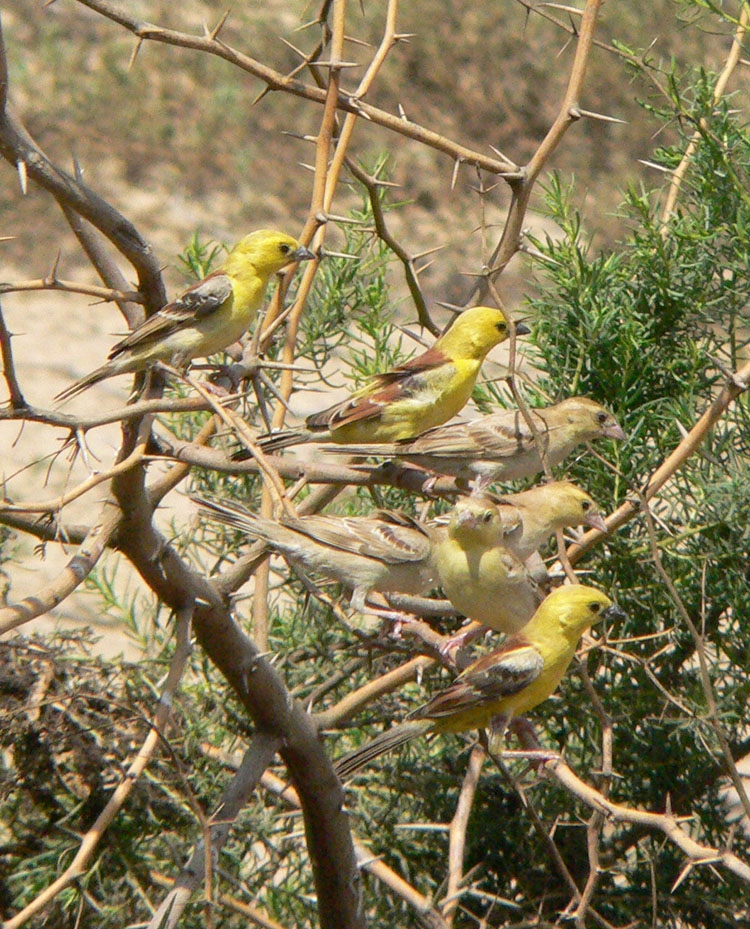
Moineaux dorés au Soudan.

### Distribution géographique
Le Moineau doré est un oiseau sahelien.
Au nord de son aire de répartition, il a été observé dans le Tibesti (nord du Tchad) et dans l'extrême nord-ouest de la Mauritanie (région de Nouadhibou) où il est supposé sédentaire. Comme il est cependant plutôt nomade, son statut dans ces régions est peu clair.

### Habitat
Le Moineau doré fréquente les zones herbeuses sèches et semi-arides parsemées d'arbres bas et d'arbustes, les abords des cultures et les oasis.

## Systématique
Passer luteus a pour protonyme Fringilla luteus, et admet pour synonymes Auripasser luteus, Passer lutea et Passer luteus tsilemsiensis.
Le Moineau d'Arabie, Passer euchlorus (Bonaparte, 1850), est considéré par certaines classifications comme une sous-espèce du Moineau doré.

## Menaces et conservation
Cette espèce est classée par l'UICN en LC (Préoccupation mineure).